# Robert Vermeiren
Robert Rafaël Joseph Marie Vermeiren (Gent, 30 mei 1968) is een Belgisch psychiater en hoogleraar. 
Vermeiren studeerde geneeskunde aan de Universiteit Gent en specialiseerde zich daar in de psychiatrie. Van 1999 tot 2004 was Vermeiren hoofd psychiater van de forensische kinderafdeling van het Middelheimziekenhuis namens de Universiteit Antwerpen. Daar promoveerde hij in 2002. Hij was als onderzoeker verbonden aan de Yale School of Medicine (2001-2007) en was als bijzonder hoogleraar verbonden aan de rechtenfaculteit van de Universiteit Leiden (2004-2007). In 2006 werd Vermeiren aangesteld als gewoon hoogleraar kinder- en jeugdpsychiatrie aan de Universiteit Leiden in combinatie met het directeurschap van LUMC Curium. Daarnaast is hij hoogleraar forensische jeugdpsychiatrie aan de Vrije Universiteit Amsterdam. Op 1 augustus 2021 was Vermeiren de derde gast in het 34e seizoen van het televisieprogramma Zomergasten.
- ORCID: 0000-0002-8673-2207
- Système universitaire de documentation: 181282240
- Virtual International Authority File: 51445069